# Kazimierz Piątkowski (plutonowy)
Kazimierz Piątkowski (ur. 19 lutego 1924 w Buku, zm. 14 grudnia 2006 w Sopocie) – podoficer Armii Krajowej, kawaler Krzyża Srebrnego Orderu Wojennego Virtuti Militari.

## Życiorys
Syn Wincentego (listonosza, powstańca wielkopolskiego) i Anny z domu Dzięciołowskiej. Przed wybuchem wojny uczył się w gimnazjum. Podczas kampanii wrześniowej uczestniczył w ewakuacji z Poznania 7 wojskowego Szpitala Okręgowego, a następnie służył jako sanitariusz w szpitalu polowym Armii „Poznań” w Żyrardowie. W październiku 1939 powrócił do Buku, a w połowie grudnia tr. został z rodziną wysiedlony przez Niemców do obozu przejściowego w Młyniewie. Następnie mieszkał w Częstochowie i Sędziszowie (tu podjął pracę w parowozowni). Od stycznia 1943 działał w konspiracji - w Inspektoracie „Maria” Armii Krajowej. Pełnił funkcję kolportera w Placówce Marcinowice („Mors”), gdzie rozprowadzał między innymi gazetkę podziemną „Czyn”. Jako zagrożonego aresztowaniem przeniesiono go do oddziału partyzanckiego „Skrzetuski”, w którym został celowniczym karabinu maszynowego. W sierpniu 1944 wraz z oddziałem włączony do Samodzielnego Batalionu Szturmowego „Suszarnia” 106 Dywizji Piechoty Armii Krajowej, w szeregach którego uczestniczył w akcji „Burza”.
Po wojnie ukończył szkołę średnią i pracował zawodowo aż do przejścia na emeryturę w roku 1979. Od 1950 żonaty z Aliną z domu Mróz, z którą miał syna Andrzeja i córkę Ewę. Członek Światowego Związku Żołnierzy Armii Krajowej. W 1977 zweryfikowany w stopniu chorążego, a 15 maja 1989 pozytywnie zweryfikowany jako kawaler Krzyża Srebrnego Orderu Wojennego Virtuti Militari, nadanego za udział w akcji pod Charsznicą (w 1944). Zmarł w Sopocie i spoczywa na tamtejszym cmentarzu komunalnym przy ulicy Malczewskiego (sektor: AK, rząd: 1, grób: 62).

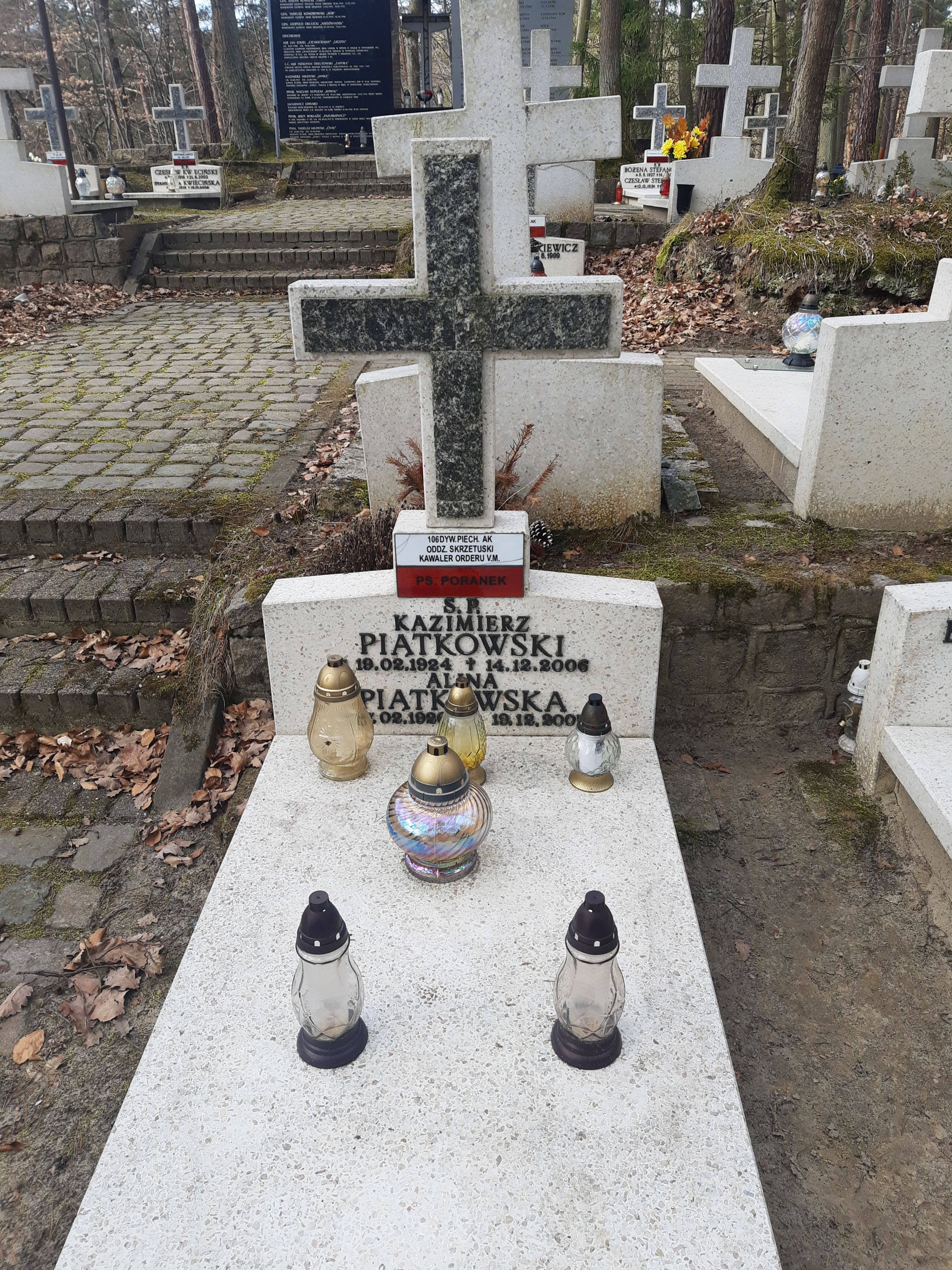
Grób Kazimierza Piątkowskiego na Cmentarzu Komunalnym w Sopocie

## Odznaczenia
- Krzyż Srebrny Orderu Wojennego Virtuti Militari
- Krzyż Walecznych
- Srebrny Krzyż Zasługi z Mieczami
- Brązowy Krzyż Zasługi z Mieczami
- Odznaka „Weteran Walk o Wolność i Niepodległość Ojczyzny”